# Leaning House Records
Leaning House Records was een onafhankelijk Amerikaans platenlabel voor jazzmuziek. Het werd in 1994 opgericht door Mark Elliot en Keith Foerster om platen van ondergewaardeerde musici uit Texas uit te geven en was gevestigd in Dallas. In de jaren erop kwam het met werk van jazzmusici als Earl Harvin, Donald Edwards, Marchel Ivery, Fredrick Sanders en Wessell Anderson. In 1999 werden de activiteiten stopgezet.